# Gabara perpulverea
Gabara perpulverea là một loài bướm đêm trong họ Erebidae.